# Scott Fields (Musiker)

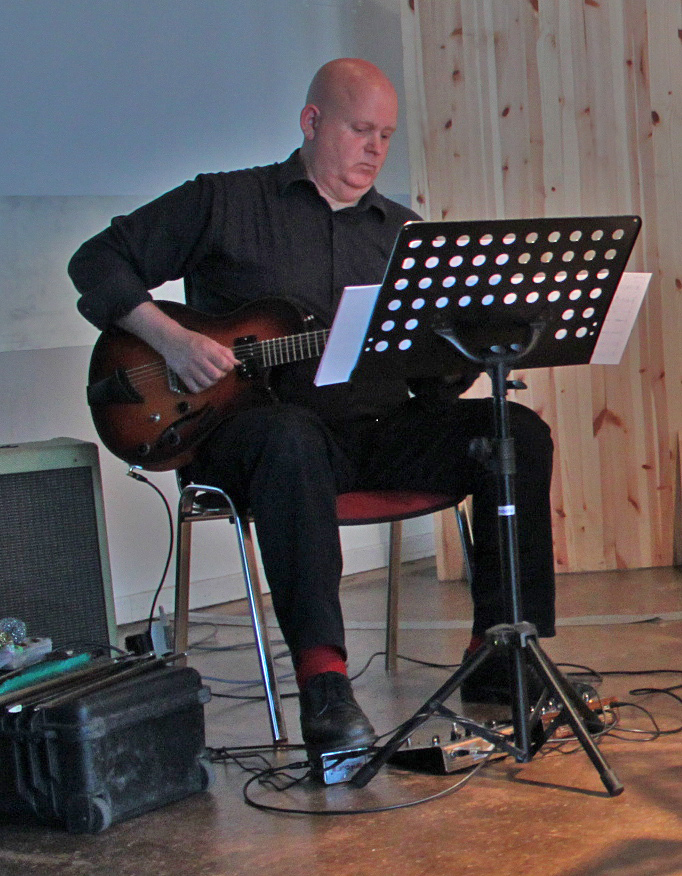
Scott Fields 2012

Scott Fields (* 30. September 1956 in Chicago, Illinois) ist ein US-amerikanischer Musiker (Gitarrist, Komponist) des Creative Jazz und der improvisierten Musik.

## Biographie
Fields begann seine Musikerkarriere als autodidaktischer Rockmusiker in Chicago, beschäftigte sich dann aber unter dem Einfluss von Musikern der Association for the Advancement of Creative Musicians mit dem Jazz. Später studierte er klassische Gitarre, Jazzgitarre, Komposition und Musiktheorie. 1970 war Fields Mitbegründer des Avantgarde-Jazz-Trios Life Rhythms. Nach Auflösung der Formation nach zwei Jahren zog er sich vorübergehend von der Musikszene zurück, arbeitete dann in Madison (Wisconsin) wieder als Musiker und nahm dann in den 1990er Jahren Alben für die Label Music & Arts, Cadence und Delmark auf. Auf seinem Album 48 Motives wirkten Marilyn Crispell und Joseph Jarman als Gastmusiker mit. Als Komponist machte sich Fields mit Titeln wie 48 Motives und 96 Gestures einen Namen.
Im Laufe seiner Karriere arbeitete Fields außerdem mit Musikern wie Hamid Drake, Jan Klare, Guerino Mazzola, Myra Melford, Larry Ochs, Jeff Parker Matthias Schubert und Elliott Sharp. Derzeit lebt er in Köln und bildet ein Trio mit Achim Tang und Paul Lytton sowie das String Feartet. Auch ist er Mitglied des Multiple Joy[ce] Orchestra.

## Diskographische Hinweise

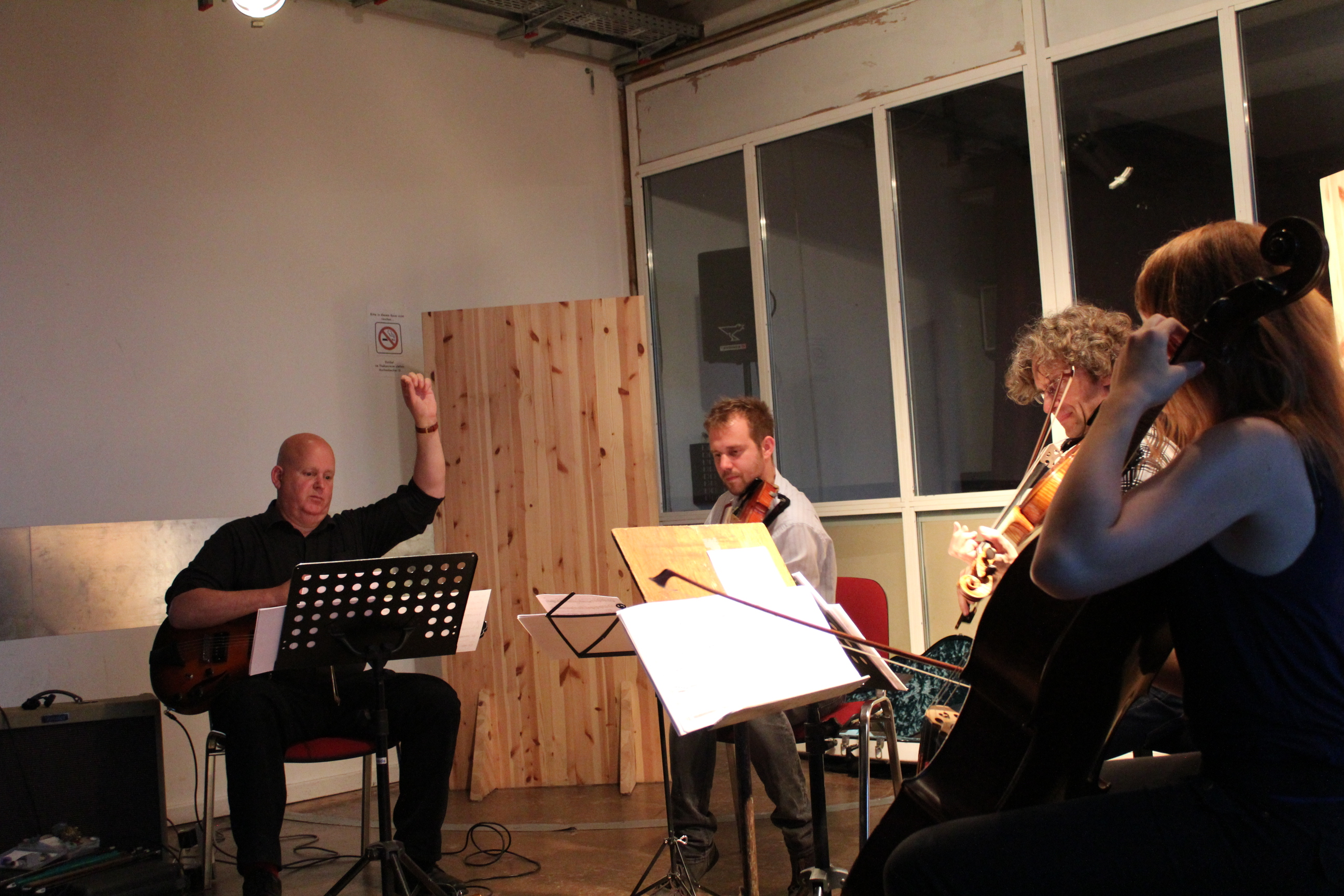
Das Scott Fields String Feartet mit Axel Lindner (Violine), Vincent Royer (Viola), Elisabeth Coudoux (Cello) bei einem Konzert im Loft (Köln), Juli 2012

- Running with Scissors (mit Geoff Brady, Derek James, John Padden, Robert Stright; Geode, 1993)
- Disaster at Sea (mit Vincent Davis, Matt Turner; Music&Arts, 1996)
- Five Frozen Eggs (mit Marilyn Crispell, Hans Sturm, Hamid Drake; Music&Arts, 1997)
- Dénouement (mit Hamid Drake, Michael Zerang, Jeff Parker, Jason Roebke, Hans Sturm; Clean Feed, 1999)
- Jeff Parker & Scott Fields: Song Songs Song (Delmark, 2004)
- Scott Fields Ensemble We Were The Phliks (mit Thomas Lehn, Matthias Schubert, Xu Fengxia; RogueArt, 2007)
- Beckett (mit Matthias Schubert, John Hollenbeck, Scott Roller; Clean Feed, 2007)
- Bitter Love Songs (mit Sebastian Gramss, João Lobo; Clean Feed, 2008)
- Scott Fields Ensemble Frail Lumber  (mit Elliott Sharp, Mary Oliver, Axel Lindner, Jessica Pavone, Vincent Royer, Daniel Levin, Scott Roller; NotTwo Records, 2010)
- Scott Fields Multiple Joyce Ensemble: Moersbow/OZZO (Clean Feed, 2011)
- Scott Fields & Matthias Schubert: Minaret Minuets (Clean Feed, 2011)
- Scott Fields / Jeffrey Lependorf: Everything is in the Instructions (Ayler Records, 2013)
- Scott Fields Feartet: Haydn (Between the Lines, 2014), mit Elisabeth Fügemann und Axel Lindner
- Burning in Water, Drowning in Flame (New Atlantis, 2015) solo
- Scott Fields Ensemble: Barclay (Ayler Records, 2018)
- Scott Fields Ensemble: Sand (Relative Pitch Records, 2023), mit Tamara Lukasheva, Hanna Schörken, Sophie Tassignon, Udo Moll, Matthias Muche, Melvyn Poore, Norbert Rodenkirchen, Daniel Agi, Salim Javaid, Frank Gratkowski, Matthias Schubert, Axel Lindner, Carolin Pook, Scott Roller, Katharina Hoffmann u. a.)